# Meaux-la-Montagne
Meaux-la-Montagne ist eine französische Gemeinde mit 226 Einwohnern (Stand: 1. Januar 2022) im  Département Rhône in der Region Auvergne-Rhône-Alpes. Sie gehört zum Arrondissement Villefranche-sur-Saône, zum Kanton Thizy-les-Bourgs (bis 2015: Kanton Amplepuis) und ist Mitglied im Gemeindeverband L’Ouest Rhodanien. Die Einwohner werden Meldois oder Montagnards genannt.

## Geographie
Meaux-la-Montagne liegt rund 45 Kilometer nordwestlich von Lyon und etwa 23 Kilometer westnordwestlich von Villefranche-sur-Saône. Umgeben wird Meaux-la-Montagne von den Nachbargemeinden Saint-Bonnet-le-Troncy im Norden, Saint-Nizier-d’Azergues im Nordosten, Grandris im Osten und Südosten, Cublize im Süden und Südwesten sowie Saint-Vincent-de-Reins im Westen und Nordwesten.

## Bevölkerungsentwicklung
| Jahr                       | 1962 | 1968 | 1975 | 1982 | 1990 | 1999 | 2006 | 2013 |
| Einwohner                  | 211  | 152  | 148  | 153  | 166  | 163  | 202  | 251  |
| Quellen: Cassini und INSEE |      |      |      |      |      |      |      |      |

## Sehenswürdigkeiten
- Kirche Saint-Joseph, erbaut 1819, und Pfarrhaus von 1823

## Weblinks

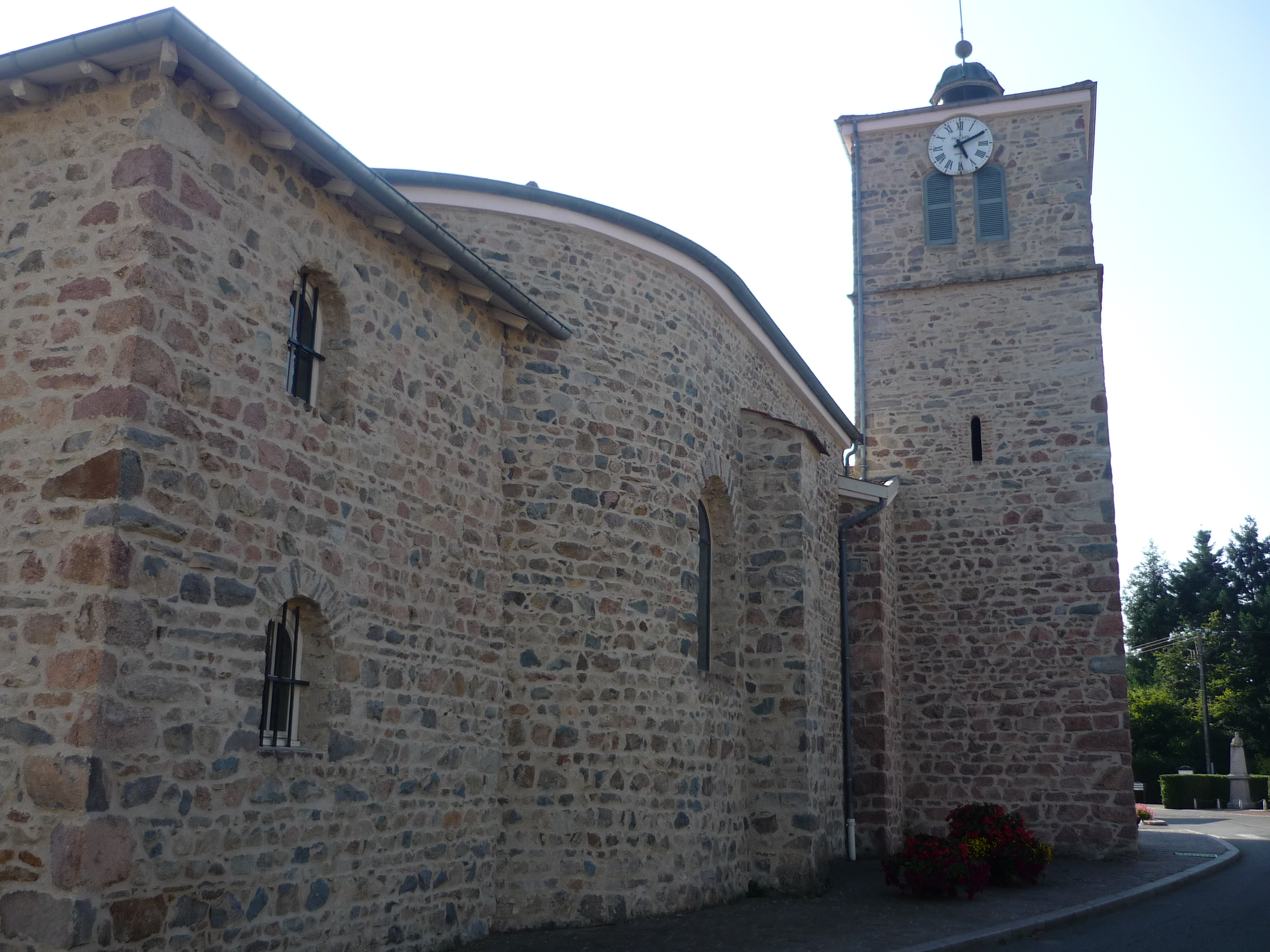
Kirche Saint-Joseph